# Kościół św. Józefa Oblubieńca w Klukowie
Kościół pw. Świętego Józefa Oblubieńca – rzymskokatolicki kościół filialny należący do parafii Najświętszej Maryi Panny Częstochowskiej w Klukowie.

## Historia
Jest to budowla wzniesiona w latach 1833–1835, później była kilkakrotnie remontowana m.in. w latach 1872, 1927, 1931, 1969–1976. Świątynia jest murowana, otynkowana, wzniesiona na fundamentach z ciosów kamiennych. Kościół wybudowano na planie centralnym, na zewnątrz na planie kwadratu o ściętych narożnikach, a wewnątrz na planie krzyża greckiego. Bryła świątyni jest zwarta, posiada jedną kondygnację i nakryta jest dachem ośmiopolowym, z półkolistymi zadaszeniami nad przyczółkami. Na osi elewacji zachodniej jest umieszczony prostokątny przedsionek ozdobiony kamiennym portalem. Dach jest nakryty blachą miedzianą, i zwieńczony jest wysoką latarnią z krzyżem. Budowla zachowała się w dobrym stanie.
Świątynia została zbudowana jako kaplica grobowa rodziny Starzeńskich. Do 2000 roku pełniła funkcję kościoła parafialnego.